# Steny Hoyer
Steny Hamilton Hoyer (Nueva York, 14 de junio de 1939) es un político estadounidense que se desempeña como representante de los EE. UU. para el quinto distrito congresional de Maryland desde 1981 y como Líder de la Cámara de Representantes entre 2019 y 2023. Un Demócrata, fue elegido por primera vez en una elección especial  el 19 de mayo de 1981 y actualmente se encuentra en su vigésimo mandato. El distrito incluye una gran franja de territorio rural y suburbano al sureste de Washington D. C., Hoyer es el decano de la delegación congresional de Maryland.
- Datos: Q516515
- Multimedia: Steny Hoyer / Q516515